# Вулиця Бандрівського
Ву́лиця Бандрі́вського — вулиця в Залізничному районі міста Львова, в місцевості Левандівка. Сполучає вулиці Повітряну та Левандівську; проходить паралельно до вулиці Ливарної. З парного боку має Г-подібне відгалуження, що закінчується глухим кутом. Нумерація будинків починається від Левандівської.
Проїжджа частина заасфальтована, з обох боків має асфальтовані хідники. Комплексний ремонт вулиці проводився у 2007 році, до того не було ні хідників, ні бордюрів.
Вулиця прокладена 1957 року, мала первісну назву Автозаводська. 1993 року перейменована на честь українського письменника й мовознавця XX століття Дмитра Бандрівського.
Забудова: радянський двоповерховий конструктивізм 1950-х поліпшеного планування, дво- і триповерхові житлові будівлі 2000-х років.

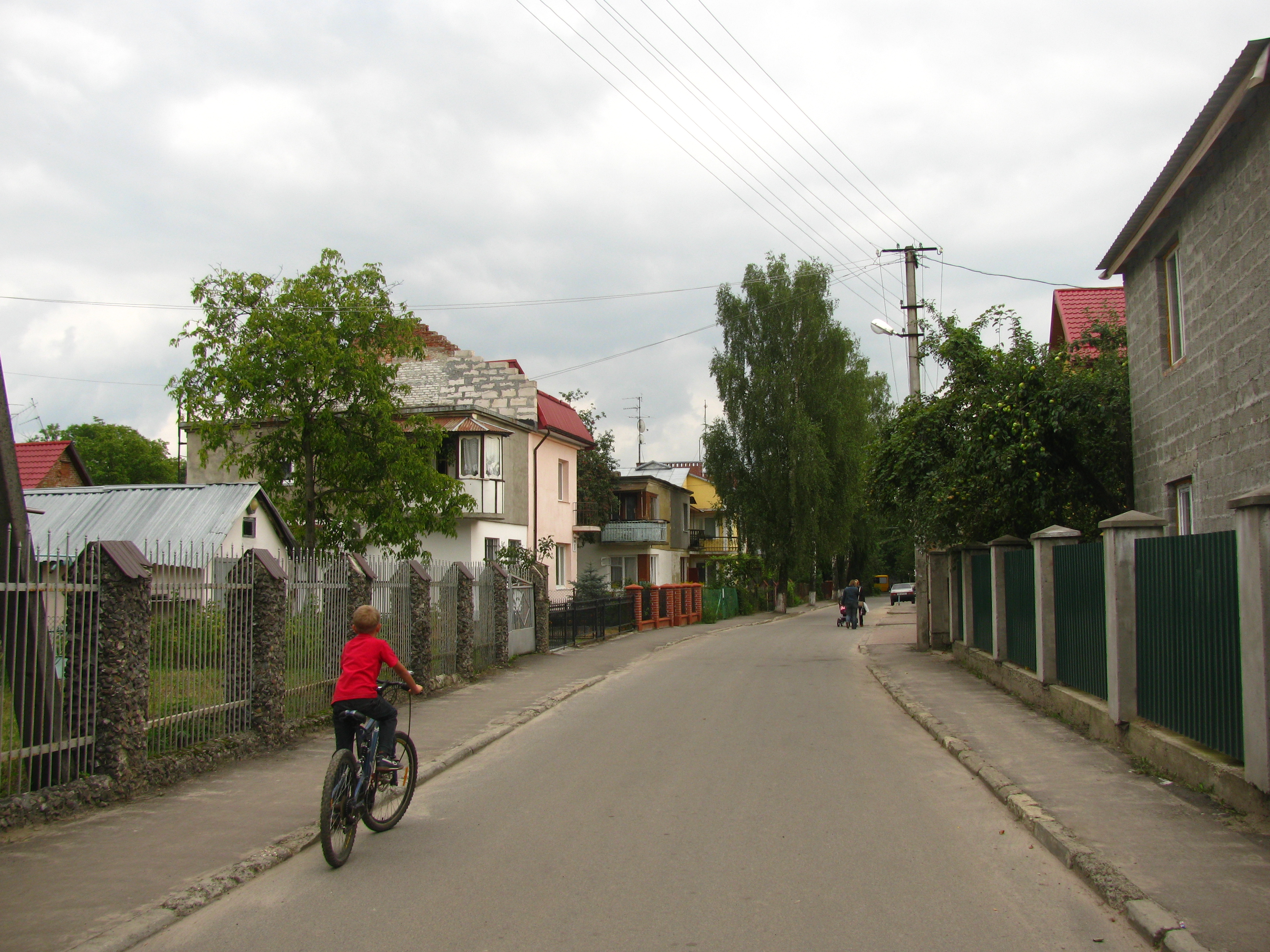
Початок вулиці